# Michal Němec
Michal Němec (* 31. Juli 1980) ist ein tschechischer Skibergsteiger. Er ist Mitglied im AKLVK Alpine PRO Ski Trab Team und im tschechischen Nationalkader Skibergsteigen.

## Erfolge (Auswahl)
- 2004: 9. Platz bei der Weltmeisterschaft Skibergsteigen Staffel mit Jaroslav Bánský, Tomáš Němec und Miroslav Duch

- 2005: 9. Platz bei der Europameisterschaft Skibergsteigen Staffel mit Michal Štantejský, Miroslav Duch und Marcel Svoboda

- 2006: 10. Platz bei der Weltmeisterschaft Skibergsteigen Staffel mit Jaroslav Bánský, Marcel Svodova und Miroslav Duch